# Roger Camille
Roger Camille (Heliópolis, 24 de mayo de 1936-Bruselas, 23 de mayo de 2006), historietista belga conocido como Kiko. 

## Biografía
Nació en Egipto, pero abandonó este país cuando lo gobernaba Nasser en los años 1960. Empezó a trabajar en la revista Spirou donde se hizo famoso su personaje de 1965 Foufi, que había diseñado para un semanario libanés. Después trabajó como publicista, sobre todo para la compañía de helados Motta. Vivió en Schaerbeek y murió la víspera de su 70 cumpleaños.

## Fuente
- Kiko

- Datos: Q968388
- Multimedia: Kiko (cartoonist) / Q968388